# Ultimate Spider-Man (serie de televisión)
Ultimate Spider-Man es una serie animada estadounidense creada por Man of Action Studios, basada en el cómic homónimo.
La serie se transmitió el 1 de abril de 2012 por el canal Disney XD y finalizó con su cuarta temporada en enero de 2017. Contó con escritores como Brian Michael Bendis (quien también escribe la serie de cómics del mismo nombre), Paul Dini y Man of Action (un grupo formado por Steven T. Seagle, Joe Kelly, Joe Casey y Duncan Rouleau). La tercera temporada fue retitulada Marvel's Ultimate Spider-Man: Web Warriors y la cuarta y última temporada fue retitulada Marvel's Ultimate Spider-Man vs. the Sinister 6.
Su lanzamiento para el canal Disney XD se anunció por primera vez a principios de 2012, y se transmitió junto con la segunda temporada de The Avengers: Earth's Mightiest Heroes como parte del bloque de programación Marvel Universe el 1 de abril de 2012.
En New York Comic Con 2016, se confirmó que la temporada 4 será la temporada final de la serie, dando paso a una nueva serie titulada Marvel's Spider-Man. La serie finalizó el 7 de enero de 2017, con el episodio de dos partes "Graduation Day".

## Argumento

### Temporada 1
Peter Parker ha sido Spider-Man durante un año, ha peleado contra supervillanos y salvado las vidas de muchos ciudadanos de Nueva York, pero aún está en el proceso de aprender a ser un héroe. Nick Fury le ofrece a Spider-Man la oportunidad de entrenar como miembro de la organización S.H.I.E.L.D. para ser un verdadero superhéroe y convertirse en el "Ultimate Spider-Man". Sin embargo, Peter primero tendrá que aprender a trabajar con un equipo de superhéroes adolescentes; Power Man, Nova, White Tiger (Tigre Blanco en España) y Iron Fist (Puño de Hierro en Hispanoamérica), los cuales fueron reclutados por S.H.I.E.L.D. al igual que Spider-Man. Durante la temporada, el empresario corrupto Norman Osborn vigila a Spider-Man en las sombras con la esperanza de extraer su ADN para hacer un ejército de soldados araña y venderlos al mejor postor. Para ello, utiliza al Doctor Octopus como su peón, quien envía a numerosos supervillanos y consigue una muestra de la sangre de Spider-Man que usa para crear al simbionte Venom, el cual termina uniéndose a Harry Osborn, el hijo de Norman y el mejor amigo de Peter Parker. En el final de temporada de dos partes, Spider-Man descubre que Norman fue el cerebro detrás de los planes del Doctor Octopus y la creación de Venom, pero el Doctor Octopus decide vengarse de Norman por la forma en que lo trató inyectándole un suero creado con el ADN de Spider-Man y el simbionte Venom que lo transforma en el Duende Verde. Después de la pelea con el Duende Verde que provocó la destrucción del Helicarrier de S.H.I.E.L.D., el equipo de Spider-Man termina quedándose en la casa de Peter Parker.

### Temporada 2
Después de enterarse de que Spider-Man obtuvo sus poderes de una de las arañas alteradas genéticamente en Oscorp al final de la temporada pasada, el Doctor Octopus inventa sueros con ADN de animales con la esperanza de volver a crear el proceso, y el Dr. Curt Connors, científico de S.H.I.E.L.D. se inyecta uno de estos sueros para convertirse en el Lagarto, tras lesionarse el brazo derecho y hacer que fuera amputado como consecuencia de la destrucción del Helicarrier. Más tarde, el Dr. Octopus controla al Lagarto y lo obliga a unirse a él como miembro de los Seis Siniestros, un equipo formado por Electro, Rhino, Kraven y el Escarabajo. El Lagarto se escapa cuando Spider-Man y su equipo consiguen derrotar a los Seis Siniestros, y Spider-Man jura encontrarlo para curarlo. Durante la temporada, Spider-Man descubre que S.H.I.E.L.D. construyó un nuevo Helicarrier llamado Tri-Carrier y conoce más sobre el pasado de sus compañeros de equipo (Ava Ayala heredó el amuleto del White Tiger después de que su padre murió a manos de Kraven, Sam Alexander fue el último miembro del Cuerpo Nova desde que el exmiembro Titus, eliminó el resto tratando de obtener otro casco y fue reclutado por los Guardianes de la Galaxia, Danny Rand ganó el poder del Iron Fist después de entrenar en K'un-L'un y Luke Cage había recibido sus poderes de S.H.I.E.L.D. de la Fórmula del Súper Soldado desarrollada por sus padres). Norman Osborn dejó de ser el Duende Verde tras ser curado y reformado, convirtiéndose en Iron Patriot para enmendar sus errores del pasado ayudando a Spider-Man y su equipo, pero en el escape de los Seis Siniestros, Ock convierte a Norman de nuevo en el Duende Verde y al equipo de Spider-Man lo convierte en monstruosos duendes, pero Spider-Man terminó combatiéndolo y evitó que el duende esparza un gas verde en Nueva York usando el antiguo Helicarrier.

### Temporada 3: Web Warriors
Spider-Man oficialmente se une a Los Vengadores, pero después de una pelea con Loki, el Doctor Octopus y un grupo de criaturas nórdicas unidas con el simbionte Venom, decide renunciar y quedarse en S.H.I.E.L.D. Después de esto, el simbionte se une permanentemente a Flash Thompson quien se convierte en el Agente Venom y Nick Fury le da a Spider-Man la tarea de reclutar a otros jóvenes héroes para formar a los "Nuevos Guerreros". Al mismo tiempo, el Duende Verde contrata al Supervisor para encontrar a los jóvenes héroes antes de que Spider-Man lo haga y formar a los Thunderbolts. Spider-Man se las arregla para reclutar a Ka-Zar con su mascota esmilodonte, Zabu de la Tierra Salvaje y Amadeus Cho en la armadura Araña de Hierro, mientras que Supervisor recluta a Capa y Daga y al Buitre. Los Thunderbolts tratan de liberar al Duende Verde, el Doctor Octopus, Escarabajo y Escorpión, pero Spider-Man lleva a los Nuevos Guerreros contra el grupo de villanos y es capaz de convencer a Capa y Daga de cambiar de bando. Los Nuevos Guerreros intentan detener a los villanos, pero el Duende Verde escapa con el Sitio Peligroso, dando lugar a una variación del Spider-Verse en la historia en la que viaja a través del multiverso para recoger muestras de ADN de los homólogos alternativos de Spider-Man para convertirse en Spider-Goblin. Al perseguirlo, Spider-Man se encuentra con Spider-Man 2099, Spider-Girl, Spider-Man Noir, Spider-Ham, Spider-Knight y Miles Morales, ayudándo a cada uno con sus problemas, antes de unirse con todos ellos para acabar con Spider-Goblin y un robot gigante Helicarrier controlado por Electro. Después de que ambos son derrotados y el Spider-Man original los envía a sus hogares, el Duende Verde regresa a ser Norman Osborn y pierde la memoria sobre lo que hizo cuando era el duende. Posteriormente, Spider-Man y su equipo comienzan su educación en la Academia S.H.I.E.L.D. situada en el Triskelion, ahí despierta el enemigo Arnim Zola. Además, Spider-Man contará con la ayuda de Los Vengadores y también con los Agentes de S.M.A.S.H. (el equipo de Hulk) para luchar por el destino de la Tierra en un concurso de campeones organizado por el Coleccionista y el Gran Maestro. Durante este tiempo, la tía May, el Agente Venom y la Araña de Hierro descubren la identidad de Spider-Man.

### Temporada 4: Los 6 Siniestros
A medida que comienza la cuarta y última temporada, el Doctor Octopus se asocia con Arnim Zola y Hydra y comienza a formar el equipo de los Seis Siniestros con nuevos miembros, reclutando a Kraven. Además, el Doctor Octopus intenta convertir a Norman Osborn en el Duende Verde pero descubre que Osborn se inyectó un suero anti-duende para evitar nuevas transformaciones. Entonces, el Doctor Octopus usa el Sitio Peligroso para convocar al Duende Verde demoniaco con alas del universo de Miles Morales y lo recluta tras una breve pelea. Soborna a Rhino para que se convierta en espía para él mientras trabajaba como estudiante en la Academia S.H.I.E.L.D. a cambio de encontrar una cura para su condición. Spider-Man contará con el Agente Venom, Araña de Hierro, además de otros hombres araña como Araña Escarlata (que no tiene identidad y más tarde es nombrado Ben por la tía May) y Miles Morales, el Spider-Man de otro universo (apodado como Chico Arácnido) siendo llamados la "Red de Guerreros", para enfrentar al nuevo equipo de los Seis Siniestros del Doctor Octopus que se alía con Hydra. Más tarde se reveló que Araña Escarlata era el verdadero espía del Doctor Octopus y desenmascaró a Spider-Man frente al Doctor Octopus, revelando su identidad. Esto ocasiona que el Doctor Octopus tenga un enfrentamiento con Arnim Zola y capture a la tía May. Sin embargo, Araña Escarlata tiene un cambio de corazón en el último minuto y termina sacrificándose para salvar la ciudad del Doctor Octopus.
Poco después, Spider-Man descubre la razón detrás de la desaparición de Fury y Nova; estaban protegiendo a Madame Web de Hydra, pero finalmente fueron descubiertos y Fury fue tomado como rehén por Hydra y Crossbones. Spider-Man, Web y Tritón rescatan a Fury quien se oculta de nuevo junto con Web para protegerse de Hydra y dejan a Spider-Man a cargo de la Academia S.H.I.E.L.D. durante su ausencia. Más tarde, Crossbones y Michael Morbius hacen algunos experimentos con el simbionte Venom que provoca la reactivación de Carnage y hace explosión causando que cada civil se convierta en monstruos similares a Carnage. Spider-Man une fuerzas con el Capitán América y sus compañeros héroes de S.H.I.E.L.D. para luchar contra los Carnages. Harry Osborn se transforma en el Anti-Venom tras despertar de su coma y comienza a consumir a los simbiontes Carnage, curando a los civiles. Después de perder el control, Peter revela su identidad a Harry quien vuelve en sí mismo y se transforma nuevamente en el Anti-Venom para destruir los simbiontes Carnage. Después, Harry se entera de que Flash Thompson es el Agente Venom. El simbionte Carnage se reveló que aún estaba vivo, y se desmadra por toda la ciudad en dirección a la Secundaria Midtown para encontrar a Mary Jane Watson, luego se apodera de ella y la transforma en la "Reina Carnage". Ellos son atacados por Morbius quien se convirtió en un vampiro debido a la inyección que recibió del Doctor Octopus. Spider-Man, Agente Venom y Harry Osborn como el Patriota, salvan a Mary Jane del simbionte revelándole sus identidades y ella misma destruyó al simbionte. Aunque un fragmento del simbionte Carnage quedó en el interior de la chica sin que Spider-Man lo sepa.
Cuando Spider-Ham y Spider-Knight aparecen en Nueva York, Madame Web llega a la conclusión de que la destrucción del Sitio Peligroso durante la lucha contra el Doctor Octopus y el Duende Verde del universo de Miles Morales, ha roto las barreras dimensionales entre los numerosos multiversos. Spider-Man y Miles Morales viajan a realidades alternativas con el fin de recoger las piezas del Sitio Peligroso, pero una versión siniestra de Spider-Man llamada "Wolf Spider" busca volver a unir las piezas en sus planes de conquistar el multiverso absorbiendo la fuerza vital de todos los demás individuos con poderes arácnidos para convertirse en el más poderoso entre todos ellos. Durante su aventura, Spider-Man y Miles Morales se reúnen con Spider-Man Noir y conocen a otros sujetos con poderes arácnidos como Blood Spider, el pirata Barba Web, y Webslinger, el vaquero araña a medida que trabajan para encontrar los fragmentos del Sitio Peligroso antes que Wolf Spider. Ellos encuentran la última pieza en la dimensión nativa de Miles, donde se enteran que desde que él y el Duende de ese universo se fueron, la delincuencia fue aún mayor y la tía May, sintiendo que necesitaba un héroe araña, usó los restos del equipo del Peter Parker de ese universo (que murió en el pasado durante una pelea con el Duende Verde demoníaco) para convertir a una de sus amigas Gwen Stacy en Spider-Woman. Junto con ella, reparan el Sitio Peligroso, pero Wolf Spider se las arregla para quitárselos y llevar adelante su plan. Spider-Man logra engañar a su contraparte siniestra para que absorba demasiado poder y estalla, enviando la fuerza vital de regreso a los otros individuos arácnidos. Aunque tienen el Sitio Peligroso, Miles decide quedarse como el principal personal de Spider-Man después de ver el buen trabajo que Spider-Woman ha hecho para proteger su universo, mientras que Miles y su madre, Río Morales se establecen permanentemente en la dimensión original de Spider-Man.
En una similitud con la Saga del Clon, Spider-Man y Mary Jane pronto descubren el clon de Spider-Man llamado Kaine que trata de alimentarse de ellos. El clon de Spider-Man finalmente los lleva al "Proyecto Kaine", lo que implica combinar el ADN de Spider-Man con los Sintezoides. Sorprendentemente, Mary Jane pudo controlar el simbionte Carnage latente dentro de ella, gracias al experimento del Dr. Connors y toma la identidad de Spider-Woman. Se descubre que el Doctor Octopus y Arnim Zola habían creado a Araña Escarlata como parte del Arma S que son los Sintezoides arácnidos llamados los Spider-Slayers y se suponía que él sería el líder de los Sintezoides Delta-Nueve. Cuando Araña Escarlata obtiene el control de los Sintezoides Delta-Nueve y el Doctor Octopus recupera su nanotecnología que le da un cuerpo más móvil, el grupo de Spider-Man hace que la isla Hydra se hunda en el agua nuevamente. De vuelta al Triskelion, el otro equipo de Spider-Man integrado por Nova, Power Man, Iron Fist y Chica Ardilla atacan a Araña Escarlata y los Sintezoides Delta-Nueve, porque saben que él trabajó para el Doctor Octopus y que no sólo conoce la identidad de Spider-Man, sino que también puso en peligro a la Academia S.H.I.E.L.D. y a la tía May. Pero Kaine regresa y extrae la energía de sus habitantes lo suficiente como para dejarlos con síntomas similar al coma, luego ataca al equipo arácnido de Spider-Man. La Red de Guerreros luchan contra Kaine, pero él consigue el control de los Sintezoides Delta-Nueve, Spider-Man y la Red de Guerreros deben derrotar a Kaine, incluso cuando se une con los Sintezoides Delta-Nueve y se transforma en un monstruo híbrido llamado "The Ultimate Spider-Slayer", hasta que el Agente Venom salvó a Escarlata y utiliza el transmisor de energía para sobrecargarlo y explotar. A continuación, llega el día de la graduación en el que el Doctor Octopus advierte a Peter Parker que nunca volverá a ser Spider-Man para salvar a su tía May de la muerte. Spider-Man va rápidamente al Triskelion para ponerla bajo la protección de S.H.I.E.L.D. y reúne a todos los Nuevos Guerreros y la Red de Guerreros para decirles lo que ocurrió en la mañana. A pesar de ser superados en número por el Doctor Octopus y los Nuevos Seis Siniestros, Spider-Man todavía puede salvar el día usando un antídoto similar al que lo dejaría impotente para curar al Buitre, Rhino y a Crossbones transformado en Lagarto y derrota al Escorpión y a Kraven. Con el mismo antídoto, Spider-Man también vence el Doctor Octopus en su forma de pulpo monstruo, después Octavius finalmente se convence de que Spider-Man le muestra respeto a pesar de todas las dificultades y se redime ayudando a Spider-Man a deshacer el campo de fuerza proyectado para destruir a los compañeros de equipo de Spider-Man y los asistentes de la graduación. En el epílogo, el Doctor Octopus se rinde mientras Iron Man lo toma bajo custodia y lo convence de usar su mente para el bien, Spider-Man se gradúa con éxito mientras el Agente Venom y Araña Escarlata son nombrados los nuevos maestros de la Academia S.H.I.E.L.D. Después de una conversación con su tía May (que se mudó a otra casa), Peter finalmente regresa a su antigua vida de superhéroe, satisfecho de haberse convertido finalmente en lo que entrenó para ser en S.H.I.E.L.D. el "Ultimate Spider-Man".

## Producción
La serie está adaptada del cómic Ultimate Spider-Man que fue creado por el escritor Brian Michael Bendis. Bendis y Paul Dini se desempeñaron como escritores y productores de la serie animada. Man of Action (un grupo formado por Steven T. Seagle, Joe Kelly, Joe Casey y Duncan Rouleau), los creadores de la serie animada Ben 10 y Generator Rex, participan como productores supervisores en el programa. Se ordenaron 26 episodios para la primera temporada. Según Paul Dini, la serie presenta a un Peter Parker "redefinido" y una combinación de estrellas invitadas basadas libremente en los cómics de Bendis y material original, como los orígenes de algunos héroes y villanos. El actor J. K. Simmons quien asumió el papel de J. Jonah Jameson en la trilogía con actores reales de Spider-Man dirigida por Sam Raimi, expresa la voz del mismo personaje en esta serie. Otros actores de voz notables son Adrian Pasdar como Iron Man (quien anteriormente fue la voz del personaje en el anime Iron Man de Madhouse) y Kevin Michael Richardson quien interpreta a Robbie Robertson y Bulldozer.
La serie muestra a Spider-Man convirtiéndose en el miembro más nuevo de S.H.I.E.L.D. bajo el liderazgo de Nick Fury, en un equipo con otros cuatro superhéroes adolescentes. Los villanos como Living Laser, Venom y Doctor Doom fueron vistos en un tráiler mostrado en la San Diego Comic Con de 2011.
Ultimate Spider-Man se estrenó en los Estados Unidos el 1 de abril de 2012 por Disney XD, mientras que el episodio piloto se lanzó en Xbox Live y PlayStation Store el 2 de abril de 2012. La serie también se lanzó en la señal Disney XD para el Reino Unido e Irlanda el 31 de mayo de 2013 y en la señal Disney XD para Latinoamérica el 13 de julio de 2012 con un preestreno del episodio piloto en junio. En Canadá se estrenó el 22 de junio de 2012 por el canal Teletoon.
Disney XD y Marvel anunciaron oficialmente la tercera temporada en la San Diego Comic Con del 20 de julio de 2013. La temporada tres retitulada Ultimate Spider-Man: Web Warriors, retrata a Spider-Man uniéndose a Los Vengadores (el equipo de la serie Los Vengadores unidos) e introduce personajes como Capa y Daga, Amadeus Cho, Ka-Zar y Agent Venom.
Una cuarta temporada, retitulada Ultimate Spider-Man vs. the Sinister 6, comenzó a transmitirse el 21 de febrero de 2016.

## Promociones
Las fiestas de lanzamiento de la serie se llevaron a cabo en la ciudad de Nueva York y Los Ángeles el 31 de marzo de 2012, un día antes del debut televisivo de la serie. El director creativo de Marvel Joe Quesada, el escritor y productor Joe Kelly y Chris Eliopoulos, quienes escribieron el primer número del cómic vinculado asistieron a la fiesta de Midtown Comics Downtown en Manhattan, Nueva York, mientras que la fiesta de Meltdown Comics en Hollywood, Los Ángeles contó con la presencia del jefe de televisión de Marvel Jeph Loeb, Duncan Rouleau, Steven T. Seagle, los actores de voz Clark Gregg y Misty Lee, y el consultor creativo Paul Dini, quien escribió la serie piloto.
Una serie de cómics que se relaciona con la serie de televisión llamada Ultimate Spider-Man Adventures debutó el 25 de abril de 2012. Ultimate Spider-Man Adventures es una serie en curso y se lanzará junto a The Avengers: Earth's Mightiest Heroes Adventures. Los cómics fueron escritos por Dan Slott y Ty Templeton, mientras que Nuno Plati proporcionó el trabajo de arte. En 2015, Marvel comenzó a lanzar una serie de cómics digitales gratuitos llamados simplemente Ultimate Spider-Man que se pueden leer en el sitio web "Marvel Kids".
Además, la sección de Panini Comics del Reino Unido lanzó 11 números en su Ultimate Spider Man Magazine! lo cual afectó a la tercera temporada, Ultimate Spider-Man: Web Warriors.
En el argumento del crossover de 2014, "Spider-Verse", la versión de Spider-Man de la serie de tv se alía con la versión de Spider-Man basada en los cómics de la Tierra-616 para conseguir la ayuda de un ejército de Spider-Man y luchar contra los Herederos.

## Reparto

### Personajes
- Drake Bell – Spider-Man / Peter Parker, Wolverine (Temporada 1), Hulk (Temporada 2), Enjambre, Loki (Temporada 3), Jack O'Lantern, Spider-Punk, Project Kaine / Ultimate Spider-Slayer
- Dee Bradley Baker – Lagarto / Curt Connors, Sandman, Carnage, Soldado Chitauri, Venom (Temporada 3), Rey Wendigo, Zzzax, Splinter Sandmen, Rey Lagarto
- Ogie Banks – Power Man / Luke Cage, Miles Morales / Spider-Man / Chico Arácnido (Temporada 4), Duende Power Man, Vampiro Power Man
- Eric Bauza – Amadeus Cho / Araña de Hierro, Michael Tan, Arcade, Escorpión (Temporada 4)
- Greg Cipes – Puño de Hierro / Danny Rand, Duende Puño de Hierro, Vampiro Puño de Hierro
- Clark Gregg – Phil Coulson
- Tom Kenny – Doctor Octopus / Otto Octavius / Doc Ock, Mago, Curt Connors (Temporada 1), Buitre, Torbellino, Soldado Aries, Octobot, Alquimista, Merlín, Doc Ock Holliday
- Matt Lanter – Harry Osborn / Patriota, Flash Thompson / Agente Venom, Venom (Harry Osborn y Flash Thompson), Klaw, Anti-Venom
- Misty Lee – Tía May Parker, Bruja de Salem, Chica Ardilla
- Caitlyn Taylor Love – White Tiger / Ava Ayala, Duende White Tiger
- Chi McBride – Nick Fury, Soldado Taurus, Bola de Trueno
- Logan Miller – Nova / Sam Alexander, Chico Flash Thompson, Duende Nova
- Scott Porter – Araña Escarlata / Ben Reilly, Araña Escarlata Synthezoides
- J.K. Simmons – J. Jonah Jameson
- Tara Strong – Mary Jane Watson / Reina Carnage / Spider-Woman, Thundra, Sandy
- Steven Weber – Norman Osborn / Duende Verde / Iron Patriot, Trapster, Venom (Temporada 2), Ultimate Duende Verde, Iron Mouse, Fancy Dan

### Personajes adicionales
- Jonathan Adams – Hombre Absorbente
- Charlie Adler – MODOK
- Diedrich Bader – Kraven el Cazador, Venom (Temporada 4), Caballero Luna Krave es un Cazador Furtivo miembro de los 6 Siniestros y villano del Hombre Araña.
- Laura Bailey – Black Widow
- Troy Baker – Loki, Hawkeye, Shocker, Eitri, Peter Parker (Temporada 3), Gigante de Hielo, Montana, Webslinger el Vaquero Araña
- Christopher Daniel Barnes – Electro, Spyder-Knight, Wolf Spider
- Dante Basco – Escorpión (Temporada 2)
- Jeff Bennett – Coleccionista, Alcalde de Boston, Slam Adams, Gran Maestro
- JB Blanc – Titus
- Steven Blum – Wolverine, Ka-Zar, Peter Parker (Temporada 1), Beetle, Doc Samson
- Dave Boat – Soldado Leo, Thing
- Cameron Boyce (†)– Luke Ross
- Karan Brar – Ravi Ross
- Kimberly Brooks – Amanda Cage
- Clancy Brown – Taskmaster, Thunderbolt Ross, Tío Ben Parker (Temporada 4)
- Corey Burton – Dracula
- Iain De Caestecker – Leo Fitz
- Dove Cameron - Gwen Stacy / Spider-Woman
- María Canals-Barrera – Rio Morales
- Cam Clarke – Martinete, Capitán Ultra
- Robert Clotworthy - Capitán George Stacy
- Jack Coleman – Doctor Strange (Temporadas 1–3)
- Chris Cox – Star-Lord, Capitán América (Temporada 2)
- Terry Crews – Blade
- Grey DeLisle – Tana Nile, Morgan le Fay
- Trevor Devall – Rocket Raccoon (Temporadas 3-4)
- John DiMaggio – Demoledor, Grizzly
- Ben Diskin – Spider-Ham, Michael Morbius, Skaar, Blood Spider
- Robin Atkin Downes – Abominación, Annihilus
- Michael Clarke Duncan (†) – Groot (Temporada 2)
- Eliza Dushku – She-Hulk la Prima de Hulk.
- Ashley Eckstein – Dagger, Shriek
- Mary Faber – Medusa (Temporada 3)
- Oded Fehr – N'Kantu, la Momia Viviente
- Will Friedle – Deadpool, Barba Web el Amo del Mar
- Nika Futterman – Gamora
- Grant George – Ant-Man
- Donald Glover – Spider-Man / Miles Morales (Temporada 3)
- Seth Green – Howard el Pato (Temporada 4), Rick Jones
- Greg Grunberg – Tío Ben Parker (Temporada 1)
- Mark Hamill – Pesadilla, Arnim Zola, Shou-Lao, Ox
- Elizabeth Henstridge – Jemma Simmons
- Olivia Holt – Spider-Girl / Petra Parkeres una Mujer Araña de otro universo donde los generos se cambian Peter visito este universo y ayudo a su contraparse Femenina a derrotar a la duende verder.
- Skai Jackson – Zuri Ross
- Danny Jacobs – Barón Mordo
- David Kaye – J.A.R.V.I.S. (Temporada 3) La IA de Tony Stark el controla el Traje de Iron Man.
- Maurice LaMarche – Doctor Doom, Doombot, Charles the Butler, Plymouth Rocker
- Phil LaMarr – Cloak, J.A.R.V.I.S. (Temporada 1), Walter Cage, Dormammu
- Stan Lee – Stan el Conserje / Director Stan, Taskmaster (Temporada 3)
- Peyton List – Emma Ross
- Peter Lurie – Dientes de Sable un Mutante con poderes felinos es el enemigo de Wolverine y miembro de la Hermandad de Magneto.
- Ross Lynch – Hombre Lobo
- Wendie Malick – Norma Osborn
- Jason Marsden – Araña de Acero, Loki (Temporada 2)
- James Marsters – Korvac
- James C. Mathis III – Terrax
- Rose McGowan – Medusa (Temporada 4)
- Max Mittelman – Rhino era un niño nerd que fue intimidado por Flash y se transformo en Rhino con tematica de rinoceronte.
- Phil Morris – Escorpio
- Nolan North – John Jameson, Gorgon, Maximus
- Liam O'Brien – Doctor Strange es el hechicero supremo y siempre ayuda a Peter (Temporada 4)
- Adrian Pasdar – Iron Man es el lider de los vengadores y dueño de Industrias Stark y  es admirado por Peter y es el creados de la Araña de Hierro.
- Robert Patrick – Zumbador
- Rob Paulsen – Batroc el Saltador, Boomerang
- Jon Polito - Hammerhead
- Kevin Michael Richardson – Juggernaut, Asombroso Androide, Groot (Temporadas 3-4), Venom / Trolls, Howard el Pato (Temporada 1), Mac Porter, Bulldozer, Monstruo de Frankenstein, Ulik
- Bumper Robinson – Falcon
- Freddy Rodriguez – Spider-Man 2099
- Debby Ryan – Jessie Prescott
- Daryl Sabara – Alex O'Hirn
- Paul Scheer - Quentin Beck
- Dwight Schultz – Mesmero, Attuma
- Roger Craig Smith – Capitán América, Ghost Spider
- David Sobolov – Drax el Destructor
- Cree Summer – Madame Web, Vampira White Tiger
- Keith Szarabajka – Láser Viviente
- George Takei – Monje Elder de K'un-L'un
- Fred Tatasciore – Hulk, Crossbones, Phalanx, Spider-Hulk, Karnak, Black Bolt, Carnage-Hulk, Joe Fixit
- James Arnold Taylor – Triton, Molten Man, Hydro-Man, Blastaar, Líder
- Milo Ventimiglia – Spider-Man Noir
- Billy West – Rocket Raccoon (Temporada 2)
- Mary Kate Wiles - Frances Beck
- Imari Williams - Bone Spider, Goliath Spider
- Travis Willingham – Thor, Skurge
- Keone Young - Señor Negativo

## Recepción
La recepción crítica de la serie ha sido mixta. Brian Lowry de Variety criticó la serie, sugiriendo que el material de origen estaba "forzado a través del filtro juvenil de broma rápida de Family Guy" y calificó el programa como "una falla de alto perfil" que no "presagiaba nada bueno". Los esfuerzos de Marvel para abordar la línea de atender a los niños sin embrutecer propiedades venerables que muchos adultos saben y aman ".
David Sims de The A.V. Club le dio al piloto una calificación de "C", escribiendo que el primer episodio "se siente bastante cojo y superficial, con wackiness marcado hasta 11 en un esfuerzo por distraerlo de lo fundamentalmente soso". Posteriormente Sim dio una "C +" "al episodio" Condenado " y" B + "al episodio" Detrás en negro ". Oliver Sava, también de The AV Club, le dio al episodio "Venom" una "B", indicando que el título del show debería cambiarse a Synergy Spider-Man, porque va más allá de la película y la continuidad máxima para crear un punto de entrada para los jóvenes espectadores en la línea principal de Títulos de Marvel. Posteriormente, Sava dio al episodio "Field Trip" una "A -".
Emily Ashby de Common Sense Media le dio al programa 4 de 5 estrellas, observando la abundancia de acción y humor que ofrece la premisa de la serie, y opina que las lecciones que aprende Parker sobre el crecimiento y la responsabilidad bajo la guía de su mentor y amigos Haría impresiones duraderas en los espectadores jóvenes.

## Lista de episodios
| Temporada | Temporada | Episodios | Estados Unidos        | Estados Unidos          | Latinoamérica        | Latinoamérica       |
| Temporada | Temporada | Episodios | Comienzo              | Final                   | Comienzo             | Final               |
| --------- | --------- | --------- | --------------------- | ----------------------- | -------------------- | ------------------- |
|           | 1         | 26        | 1 de abril de 2012    | 28 de octubre de 2012   | 14 de julio de 2012  | 15 de junio de 2013 |
|           | 2         | 26        | 21 de enero de 2013   | 10 de noviembre de 2013 | 13 de julio de 2013  | 3 de mayo de 2014   |
|           | 3         | 26        | 31 de agosto de 2014  | 24 de octubre de 2015   | 10 de agosto de 2014 | 26 de marzo de 2016 |
|           | 4         | 26        | 21 de febrero de 2016 | 7 de enero de 2017      | 9 de abril de 2016   | 1 de julio de 2017  |